# Îndrăgostiții fericiți
Îndrăgostiții fericiți este o pictură în ulei pe pânză realizată de Gustave Courbet în jurul anului 1844, aflată în prezent la Musée des Beaux-Arts din Lyon. Unul dintre titlurile sale anterioare, atunci când a fost expus în 1855 la Pavillon Courbet din Paris, a fost Valsul. A fost vândut în cadrul vânzării Courbet din 1881 și cumpărat de M. Hard și revândut lui M. Brame, înainte de a intra în colecția Musée des Beaux-Arts din Lyon în 1892. Gravorul Félix Bracquemond, un prieten al pictorului, a reprodus lucrarea sub formă de gravură.
Aceasta a fost prototipul unei a doua versiuni realizate cam în aceeași perioadă, sub titlul Iubiți la țară - Sentimente de tinerețe, care a fost dăruită către Petit Palais din Paris în 1909 de Juliette Courbet. Ambele lucrări îl prezintă pe artist și o femeie din profil.